# 古海鐘一
古海鐘一是位東京都出身的女性日本漫画家和插画家。目前居住于東京都。她以“ギ県”笔名活跃于插画交流社交网站pixiv 。

## 经历
1995年获得《 Comic Techno 》漫画优秀奖。此外，她还进行包括商业同人在内的各种活动。 2011年，在《月刊Comic BLADE》上发行的同人作品《巴别海姆的商人》被商业化。
曾以大山寧子为名活动，但由于画风而常被误认为是男性，所以在约2005年时改用现在的笔名。

## 作品一览

### 漫画
- 巴别海姆的商人（《月刊Comic BLADE》2011-2015年3月）
- 輪典 巴别海姆的商人（《 MangaONE（日语：マンガワン） 》2016年9月9日～2020年1月21日、《 里Sunday（日语：裏サンデー） 》2016年9月9日～2020年1月15日）
- Fate/Grand Order 英霊伝承異聞 ～蘆屋道満・以津真天～（『TYPE-MOON Comic ACE』2023年11月29日[2]） - 原作：櫻井光 / TYPE-MOON

### 游戏
- Fate/Grand Order （2017）蘆屋道滿等角色设计、概念礼装插画

## 外部连接
- frostheim.net （页面存档备份，存于） - 官方
- 古海鐘一的Twitter帳戶 （页面存档备份，存于）
- 古海鐘一的频道 （页面存档备份，存于） - Youtube